# Powiat Mansfeld-Südharz
Powiat Mansfeld-Südharz (niem. Landkreis Mansfeld-Südharz) – powiat w niemieckim kraju związkowym Saksonia-Anhalt. Powstał 1 lipca 2007 z połączenia powiatów Sangerhausen i Mansfelder Land. Siedzibą powiatu jest Sangerhausen.

## Wybory
Wybory do Kreistagu w 2007:
| CDU | Die Linke | SPD | FDP | NPD | FWJS | Zieloni | BV | VS M-S | VS Sgh | Gesamt |
| --- | --------- | --- | --- | --- | ---- | ------- | -- | ------ | ------ | ------ |
| 17  | 12        | 12  | 5   | 2   | 2    | 1       | 1  | 1      | 1      | 54     |

## Podział administracyjny
Powiat Mansfeld-Südharz składa się z:
- siedmiu gmin miejskich (Stadt)
- dwóch gmin samodzielnych (Einheitsgemeinde)
- dwóch gmin związkowych (Verbandsgemeinde)

Gminy miejskie
| Lp. | Nazwa gminy miejskiej | Ludność (31.12.2009) | Powierzchnia [km²] |
| --- | --------------------- | -------------------- | ------------------ |
| 1   | Allstedt              | 8.551                | 149,77             |
| 2   | Arnstein              | 7.555                | 121,71             |
| 3   | Eisleben              | 25.703               | 143,81             |
| 4   | Gerbstedt             | 8.065                | 102,28             |
| 5   | Hettstedt             | 15.629               | 36,92              |
| 6   | Mansfeld              | 9.931                | 143,78             |
| 7   | Sangerhausen          | 30.140               | 207,64             |

Gminy samodzielne
| Lp. | Nazwa gminy samodzielnej  | Ludność (31.12.2009) | Powierzchnia [km²] |
| --- | ------------------------- | -------------------- | ------------------ |
| 1   | Seegebiet Mansfelder Land | 9.824                | 107,92             |
| 2   | Südharz                   | 10.385               | 236,36             |

Gminy związkowe
| Lp. | Nazwa gminy związkowej  | Ludność (31.12.2009) | Powierzchnia [km²] | Liczba gmin |
| --- | ----------------------- | -------------------- | ------------------ | ----------- |
| 1   | Goldene Aue             | 10.395               | 127,25             | 5           |
| 2   | Mansfelder Grund-Helbra | 16.345               | 71,18              | 8           |

## Zmiany terytorialne
- 1 stycznia 2008
  - Rozwiązanie gminy Wippra, przyłączenie terenów do Sangerhausen
- 1 stycznia 2009
  - Rozwiązanie gmin Bischofrode, Osterhausen i Schmalzerode, przyłączenie terenów do Eisleben
  - Połączenie gmin Brücken i Hackpfüffel w Brücken-Hackpfüffel
- 6 marca 2009
  - Rozwiązanie gmin Abberode, Braunschwende, Friesdorf, Hermerode, Molmerswende i Ritzgerode, przyłączenie terenów do Mansfeld
- 1 lipca 2009
  - Rozwiązanie gminy Tilleda (Kyffhäuser), przyłączenie terenów do Kelbra (Kyffhäuser)
  - Rozwiązanie gmin Martinsrieth i Riethnordhausen, przyłączenie terenów do Wallhausen
- 1 stycznia 2010
  - Połączenie gmin Amsdorf, Aseleben, Erdeborn, Hornburg, Lüttchendorf, Neehausen, Röblingen am See, Seeburg, Stedten i Wansleben am See w jedną gminę Seegebiet Mansfelder Land
  - Przyłączenie gmin Augsdorf, Friedeburgerhütte, Hübitz, Ihlewitz, Rottelsdorf, Siersleben, Welfesholz i Zabenstedt do miasta Gerbstedt
  - Połączenie miasta Sandersleben (Anhalt) i gmin Alterode, Bräunrode, Greifenhagen, Harkerode, Quenstedt, Stangerode, Sylda, Ulzigerode i Welbsleben w miasto Arnstein
  - Połączenie gmin Bennungen, Breitenstein, Breitungen, Dietersdorf, Drebsdorf, Hainrode, Hayn (Harz), Kleinleinungen, Questenberg, Roßla, Rottleberode, Schwenda i Uftrungen w gminę Südharz
  - Przyłączenie gmin Burgsdorf i Hedersleben do miasta Eisleben
  - Przyłączenie gmin Beyernaumburg, Emseloh, Holdenstedt, Katharinenrieth, Liedersdorf, Mittelhausen, Niederröblingen (Helme), Nienstedt, Pölsfeld, Sotterhausen i Wolferstedt do miasta Allstedt
- 24 stycznia 2010
  - Przyłączenie gmin Freist, Friedeburg (Saale) i Heiligenthal do miasta Gerbstedt
- 1 września 2010
  - Przyłączenia miasta Stolberg (Harz) do Südharz